# Victor Aragon
Victor Aragon (Millars (Rosselló), 9 de desembre del 1806 - Montpeller, 1886) va ser un erudit, escriptor i jurista molt influent a la societat nord-catalana del segle xix.

## Biografia
Després d'estudiar dret, Victor Aragon fou successivament substitut al tribunal de Ceret, procurador del rei de França a Sant Africa (Occitània) i a Perpinyà abans de ser conseller al Tribunal d'Apel·lació de Montpeller. Fou el primer president de cambra en aqueixa mateixa entitat i finalment, arran d'un decret el setembre de 1874, president del Tribunal de Chambéry. Es jubilà el 9 de gener de 1874, i rebé el nomenament de president honorari del Tribunal d'Apel·lació de Montpeller.
Feu una feina important de recerca sobre la història local (sobretot respecte a Força Real). A més, publicà algunes novel·les populars amb el pseudònim d'Isidro de la Vallobera.
També fou membre de l'Acadèmia de Savoia a partir del 8 d'abril de 1875. Morí a Montpeller (Occitània) el 1886.

## Obres
- Etude historique sur le Castell de Força Real (Pyrénées-Orientales) : Notice historique, religieuse et topographique sur Força Réal.  Perpinyà: Librairie d'Honoré St. Martori (impr. A. Tastu), 1859. («exemplar digitalitzat».)
- «Recherches sur la voie romaine en Roussillon». Bulletin de la Société languedocienne de géographie, tome II, 1879, pàg. 222-234.
- Voltaire et le dernier gouverneur du chateau de Salses: trois lettres inédites de Voltaire.  Montpellier: Impr. de Boehm et fils, 1880.
- Diane de Joannis, marquise de Ganges, sa vie, sa mort tragique.  Montpellier - Paris: Camille Coulet - A. Delahaye et E. Lecrosnier, 1881.
- «Le Roussillon aux premiers temps de sa réunion a la France. Chronique du XVIIe siècle (1659-1666-1674)». Académie des sciences et lettres de Montpellier. Section des lettres, tome 7, 1882, pàg. 146.
- Isidro de la Vallobera. Le mas de l'Alleu ou les Trabucayres en Roussillon.  Perpinyà: Charles Latrobe, imprimeur-libraire, 1884.